# Phalcoboenus
Phalcoboenus es un género de aves falconiformes de la familia Falconidae propias de América del Sur y conocidas vulgarmente como caranchos y en algunas regiones como matamicos.

## Especies
Se reconocen cinco especies de Phalcoboenus:
- Phalcoboenus albogularis
- Phalcoboenus australis
- Phalcoboenus carunculatus
- Phalcoboenus megalopterus
- Phalcoboenus chimango